# Hagley
Hagley è un villaggio e parrocchia civile nel Worcestershire, in Inghilterra.

## Geografia fisica
Si trova sul confine tra le contee delle West Midlands e del Worcestershire tra le città di Dudley e Kidderminster. La parrocchia aveva una popolazione di 4 283 nel 2001, ma tutto il paese aveva una popolazione di circa 5 600, compresa la parte della parrocchia di Clent. È nel distretto di Bromsgrove.

## Monumenti
Hagley è nota per:
- Hagley Hall è la residenza della famiglia Lyttelton;
- Wychbury Hill;
- St. Saviour's Church, una chiesa in pietra costruita nei pressi del centro di West Hagley.

## Trasporto
È situata sulla A456, strada che collega Birmingham a Kidderminster.